# Финансовая гвардия Италии

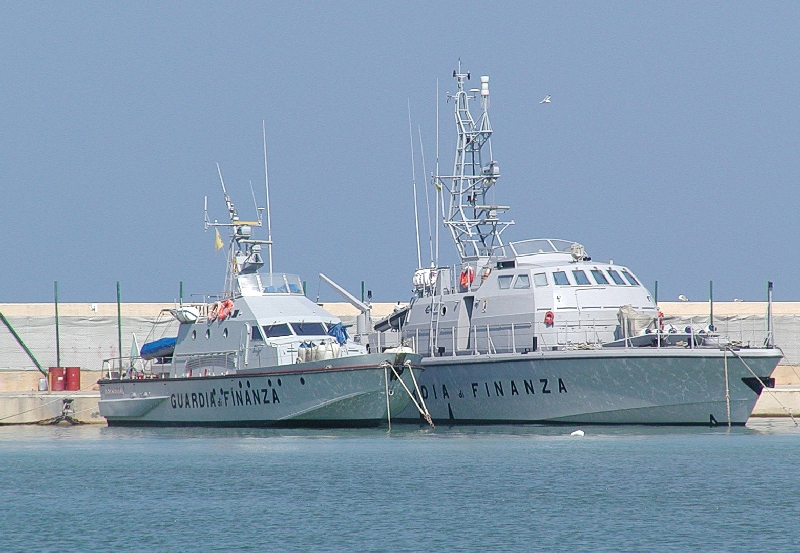
Патрульные катера Финансовой гвардии

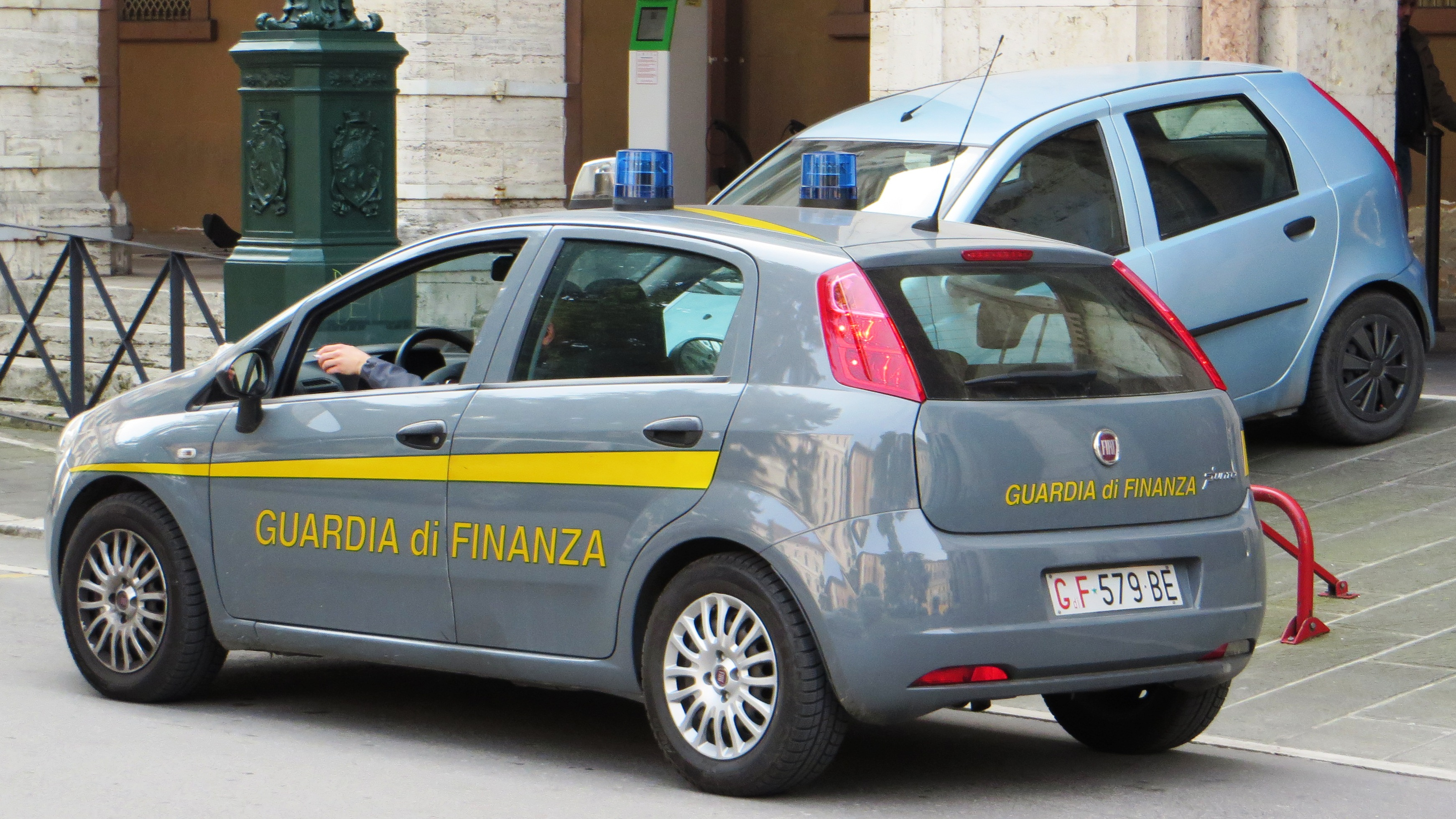
Автомобиль Финансовой гвардии

Финансовая гвардия Италии (итал. Guardia di Finanza, GdF) — правоохранительный орган в подчинении Министерства экономики и финансов Италии.

## История
Была создана в 1774 году в Сардинском королевстве при короле Викторе Амадее III как Легион лёгких войск (Legione Truppe Leggere) для борьбы с контрабандой. После объединения Италии в 1862 году стала общенациональной структурой под названием Корпус таможенной охраны (Corpo delle Guardie Doganali). Получила современное название в 1881 году.

## Задачи
Финансовая гвардия занимается:
- борьбой с уклонением от налогов;
- борьбой с контрабандой, патрулируя таможенные посты и морские границы;
- противодействием финансовому мошенничеству;
- борьбой с организованной преступностью совместно с полицией и карабинерами;
- расследованием случаев незаконной добычи природных ресурсов и загрязнения окружающей среды.

## Организация
Территория Италии разделена на четыре сухопутных региональных инспектората Финансовой гвардии: центральный (Рим), северо-западный (Милан), северо-восточный (Венеция) и южный (Неаполь). Они включают 15 региональных зон, в каждой из которых имеется 20 легионов Финансовой гвардии (по одному-два в зоне), Легионы состоят из бригад, рот, оперативных секций, групп и специальных отрядов, а также подвижных станций, морских и воздушных секций. Финансовая гвардия имеет подразделения налоговой полиции, по контролю за валютными операциями, оперативные подразделения по борьбе с организованной преступностью.
Воздушный компонент Финансовой гвардии в 2007 году включал 14 вертолетных авиационных центров и 16 авиаотрядов.
Морской компонент Финансовой гвардии в 2007 году включал 15 оперативных направлений. В их составе было 15 морских отрядов, 20 морских и 31 воздушная секция, 17 морских станций, специальные мобильные роты, подразделения обслуживания и ремонта.
У Финансовой гвардии есть свои учебные заведения: училище в Бергамо, школа налоговой полиции в Риме, школы унтер-офицеров в городах Кунео и Остия, учебные легионы для подготовки рядового состава, альпийская школа в Предаццо для обучения действиям в горных условиях и морская школа в Гаэте